# 茅根属
茅根属（学名：Perotis）是禾本科下的一个属，为细弱草本植物。该属共有10种，分布于东半球热带地区。